# Cecilie Nerfont
Cecilie Nerfont Thorgersen, född den 18 maj 1970 i Drøbak, Norge är en norsk-svensk sångerska och musikalartist, anställd vid Wermland Opera i Karlstad.
Tillsammans med Torild Fimreite bildade hon på 1980-talet den norska gruppen “Duo Cabaret”. Hon flyttade så småningom till Göteborg för att under åren 1992–1994 utbilda sig på Musikalprogrammet vid Balettakademien och därefter 1994–1997 på Musikalprogrammet vid Göteborgs Teater- och Operahögskola.
Debuten skedde 1996 som Fantine i Les Miserables på Musikteatern i Värmland, därefter har hon i rask följd gjort många stora musikalroller runt om i Sverige och Norge, bland andra Tzeitel i Spelman på taket på Malmö Musikteater, Aldonza i Mannen från La Mancha på Det norske teatret i Oslo, titelrollen i Elisabet på Musikteatern i Värmland, Eliza i My Fair Lady på Riksteatrets turné i Norge, Mistress i Evita på Göteborgsoperan samt Claire och Garbo i GG-Garbo och Gilbert på Stockholms stadsteater. Sedan 2002 är hon anställd vid Värmlandsoperan i Karlstad, där hon bland annat gjort Nannerl i Mozart!, Maria i West Side Story, Mrs Johnstone i Blodsbröder samt Lucy i Jekyll & Hyde.
Cecilie Nerfont har även spelat in ett antal skivor, gjort kortfilmer och TV-framträdanden.

## Teater

### Roller (ej komplett)
| År   | Roll                       | Produktion                                                                 | Regi                 | Teater          |
| ---- | -------------------------- | -------------------------------------------------------------------------- | -------------------- | --------------- |
| 1996 | Fantine                    | Les Misérables Claude-Michel Schönberg och Alain Boublil                   | Vernon Mound         | Wermland Opera  |
| 1997 | Tzeitel                    | Spelman på taket Joseph Stein, Jerry Bock och Sheldon Harnick              | Lars Rudolfsson      | Malmö Opera     |
| 1999 | Elisabeth                  | Elisabeth Sylvester Levay och Michael Kunze                                | Ronny Danielsson     | Wermland Opera  |
| 2001 | Perons älskarinna          | Evita Andrew Lloyd Webber och Tim Rice                                     | Ronny Danielsson     | Göteborgsoperan |
| 2002 |                            | Mozart! Michael Kunze och Sylvester Levay                                  | Ronny Danielsson     | Wermland Opera  |
| 2004 | Maria                      | West Side Story Leonard Bernstein, Stephen Sondheim och Arthur Laurents    | Georg Malvius        | Wermland Opera  |
| 2005 | Mrs Johnston               | Blodsbröder Willy Russell                                                  | Billy Nilsson        | Wermland Opera  |
| 2005 | Lucy Harris                | Jekyll & Hyde – the musical Leslie Bricusse och Frank Wildhorn             | Ronny Danielsson     | Wermland Opera  |
| 2011 | Irene Roth                 | Crazy for you Ken Ludwig, George och Ira Gershwin                          | Shaun Kerrison       | Wermland Opera  |
| 2012 | Diana                      | Next to normal Tom Kitt och Brian Yorkey                                   | Svein Sturla Hungnes | Wermland Opera  |
| 2012 | Fru Nerfont                | Evigt ung Erik Gedeon                                                      | Erik Gedeon          | Wermland Opera  |
| 2013 | Ellen                      | Miss Saigon Claude-Michel Schönberg, Alain Boublil och Richard Maltby, Jr. | Ronny Danielsson     | Malmö Opera     |
| 2014 | Nymfen Prosperpina         | L'Orfeo Claudio Monteverdi och Alessandro Striggio                         | Kristofer Steen      | Wermland Opera  |
| 2015 | Mrs. Phagan                | Parade Alfred Uhry och Jason Robert Brown                                  | Markus Virta         | Wermland Opera  |
| 2015 | Sibella Hallward           | En gentlemans handbok i kärlek & mord Robert L. Freedman och Steven Lutvak | Markus Virta         | Wermland Opera  |
| 2016 | Fantine                    | Les Misérables Claude-Michel Schönberg, Alain Boublil och Herbert Kretzmer | James Grieve         | Wermland Opera  |
| 2017 | Cecilie Nerfont Thorgersen | Evig Jul Erik Gedeon                                                       | Erik Gedeon          | Wermland Opera  |

### Fotnoter
1. ↑  ”Les Misérables”. Wermland Opera. Arkiverad från originalet den 25 september 2015. https://web.archive.org/web/20150925095235/http://wermlandopera.com/evenemang/les-miserables. Läst 23 september 2015.
2. ↑  Martin Nyström (21 september 1997). ”Bedövande vackert. Lars Rudolfsson har gjort 'Spelman på taket' till en färgstark och brokig fresk”. Dagens Nyheter. Arkiverad från originalet den 25 januari 2016. https://web.archive.org/web/20160125131213/http://www.dn.se/arkiv/kultur/musikal-bedovande-vackert-lars-rudolfsson-har-gjort-spelman-pa-taket. Läst 24 september 2015.
3. ↑  ”Elisabeth”. Wermland Opera. http://www.wermlandopera.com/evenemang/elisabeth. Läst 23 september 2015.
4. ↑  ”Samtliga uppsättningar (1994–2004)”. Göteborgsoperan. sid. 154. Arkiverad från originalet den 18 juni 2013. https://web.archive.org/web/20130618031318/http://sv.opera.se/media/doc/goteborgsoperan_archive.pdf. Läst 24 september 2015.
5. ↑  Marcus Boldemann (2 oktober 2002). ”Praktfull kostymparad”. Dagens Nyheter. http://www.dn.se/Pages/Article.aspx?id=841381&epslanguage=sv. Läst 24 september 2015.
6. ↑  ”West Side Story”. Wermland Opera. http://wermlandopera.com/evenemang/west-side-story. Läst 23 september 2015.
7. ↑  ”Blodsbröder Nypremiär 2005”. Wermland Opera. http://wermlandopera.com/evenemang/blodsbroder-nypremiar-2005. Läst 23 september 2015.
8. ↑  ”Jekyll & Hyde”. Wermland Opera. http://www.wermlandopera.com/evenemang/jekyll-hyde. Läst 23 september 2015.
9. ↑  ”Crazy for You”. Wermland Opera. http://www.wermlandopera.com/evenemang/crazy-for-you. Läst 24 september 2015.
10. ↑  ”Next to Normal – en galet bra musikal!”. Wermland Opera. http://www.wermlandopera.com/evenemang/next-to-normal. Läst 24 september 2015.
11. ↑  ”Evigt ung”. Wermland Opera. Arkiverad från originalet den 25 september 2015. https://web.archive.org/web/20150925110843/http://www.wermlandopera.com/evenemang/evigt-ung. Läst 24 september 2015.
12. ↑  ”L'Orfeo”. Wermland Opera. http://www.wermlandopera.com/evenemang/lorfeo. Läst 24 september 2015.
13. ↑  ”Wermland Opera om Parade”. http://www.wermlandopera.com/evenemang/parade. Läst 26 december 2014.